# Кэссиди, Тед
Теодо́р Кро́уфорд «Тед» Кэ́ссиди (англ. Theodore Crawford «Ted» Cassidy; 31 июля 1932, Питтсбург, Пенсильвания, США — 16 января 1979, Лос-Анджелес, Калифорния, США) — американский киноактёр. Из-за своего высокого роста (2 метра 6 сантиметров) и глубокого голоса бас-профундо часто снимался в научно-фантастических сериалах. Наиболее известен ролями дворецкого Ларча в телесериале 1960-х годов «Семейка Аддамс» и индейца Хачиты в фильме «Золото Маккенны».
Он получил степень бакалавра в области речи и драмы в Стетсоновском университете в Де-Ленде.

## Фильмография
- 1966—1967 — Звёздный путь — андроид Рук
- 1969 — Золото Маккенны — Хачита
- 1969 — Бутч Кэссиди и Санденс Кид — Харви Логан
- 1976 — Гарри и Уолтер едут в Нью-Йорк — Лири
- 1964 — Семейка Аддамс — Ларч